# 沃夫基夫 (特羅斯佳涅茨區)
50°33′41″N 34°55′19″E / 50.56139°N 34.92194°E
沃夫基夫（烏克蘭語：Вовків）是位於烏克蘭東北部的村莊，由蘇梅州奥赫蒂尔卡区的博羅姆利亞市鎮負責管轄。該村處於博羅姆利亞河左岸，分別距離博罗梅利斯凯3公里和奧萊克西內4公里，海拔高度127米，2001年人口45。